# Willa Beyer w Olsztynie
Willa Beyer w Olsztynie – wybudowana pod koniec XIX wieku, położona w pobliżu Placu Roosevelta.
Budowę obiektu datuje się na lata 1894–1896. W połowie XX wieku został po raz pierwszy wyremontowany. Do kolejnego remontu doszło w 1997 roku. Obecnie obiekt jest siedzibą olsztyńskiego oddziału Invest-Banku. Zlokalizowany jest przy ulicy Szrajbera 1.
8 listopada 1989 r. budynek został wpisany do rejestru zabytków pod nr 1913.